# Atlanta Hawks 1992-1993
La stagione 1992-93 degli Atlanta Hawks fu la 44ª nella NBA per la franchigia.
Gli Atlanta Hawks arrivarono quarti nella Central Division della Eastern Conference con un record di 43-39. Nei play-off persero al primo turno con i Chicago Bulls (3-0).

## Roster
| N° | Naz.                   | Ruolo | Sportivo          | Anno | Alt. | Peso |
| -- | ---------------------- | ----- | ----------------- | ---- | ---- | ---- |
| 1  | Stati Uniti (bandiera) | G     | Travis Mays       | 1968 | 188  | 86   |
| 2  | Stati Uniti (bandiera) | GA    | Stacey Augmon     | 1968 | 198  | 93   |
| 10 | Stati Uniti (bandiera) | G     | Mookie Blaylock   | 1967 | 183  | 82   |
| 11 | Stati Uniti (bandiera) | G     | Morlon Wiley      | 1966 | 193  | 84   |
| 12 | Stati Uniti (bandiera) | G     | Steve Henson      | 1968 | 180  | 80   |
| 21 | Stati Uniti (bandiera) | GA    | Dominique Wilkins | 1960 | 201  | 91   |
| 24 | Stati Uniti (bandiera) | A     | Andre Spencer     | 1964 | 198  | 95   |
| 25 | Stati Uniti (bandiera) | GA    | Paul Graham       | 1967 | 198  | 91   |
| 31 | Stati Uniti (bandiera) | A     | Adam Keefe        | 1970 | 206  | 104  |
| 32 | Stati Uniti (bandiera) | C     | Jon Koncak        | 1963 | 213  | 113  |
| 33 | Stati Uniti (bandiera) | GA    | Duane Ferrell     | 1965 | 201  | 95   |
| 34 | Stati Uniti (bandiera) | A     | Jeff Sanders      | 1966 | 203  | 102  |
| 41 | Stati Uniti (bandiera) | C     | Blair Rasmussen   | 1962 | 213  | 113  |
| 42 | Stati Uniti (bandiera) | AC    | Kevin Willis      | 1962 | 213  | 100  |
| 43 | Stati Uniti (bandiera) | A     | Alex Stivrins     | 1962 | 203  | 100  |
| 44 | Stati Uniti (bandiera) | AC    | Greg Foster       | 1968 | 211  | 109  |
| 45 | Stati Uniti (bandiera) | C     | Randy Breuer      | 1960 | 221  | 104  |

## Staff tecnico
- Allenatore: Bob Weiss
- Vice-allenatori: Bob Weinhauer, Johnny Davis, Gary Wortman
- Preparatore atletico: Joe O'Toole